# 新発田市立猿橋小学校
新発田市立猿橋小学校（しばたしりつ さるはししょうがっこう）は、新潟県新発田市にある公立小学校。
給食は他の学校園と共に新発田市学校給食西共同調理場で調理されている。

## 沿革
- 2001年（平成13年） - 住吉町1丁目7番6号より移転。移転もとの跡地には、2003年4月に猿橋コミュニティセンターと新発田市子育て支援センターが設置された[2]。

## 著名な出身者
- 三田村邦彦（俳優）